# عاطف عبيات
عاطف عبيات (ولد في بيت لحم، اغتيل في 18 تشرين الأول 2001)، ناشط سياسي وعسكري فلسطيني من حركة فتح وقيادي في كتائب شهداء الأقصى.

## اغتياله
اغتيل في بداية الانتفاضة الفلسطينية الثانية بتفجير سيارة مفخخة، حيث تسلم من مصدر مقرب سيارة جيب صهيونى مسروقة لاستخدامها في أعمال مقاومة مستقبلية ورغم تحذيرات لعاطف بتجنب ركوب السيارة وفحصها، إلا ان تسارع الأحداث يبدو انه حال دون ذلك حيث استشهد أحد أقرباء عاطف وهو احمد عبيات بعد تنفيذه عملية طعن بالسكاكين في القدس الغربية، وانشغل عاطف بمراسم جنازته مساء يوم اغتياله كانعاطف ورفيقيه: جمال نواورة عبيات وعيسى الخطيب عبيات عائدين من بيت العزاء في الشهيد احمد عبيات وكان مع الثلاثة ابن شقيقه، وليد، الذي نزل في الطريق قبل انفجار العبوة التي أودت بحياة عبيات ورفيقيه.

## ردود الفعل على اغتياله
كان اغتيال عبيات من أولى عمليات القتل التي نفذتها قوات الاحتلال الإسرائيلي في فترة الانتفاضة الثانية، وفاقمت من الغضب الشعبي واستدعت ردودا ثأرية من الجانب الفلسطيني.